# Hans Both

Selbstbildnis Hans Both

Hans Both (* 16. April 1935 in Lautern; † 3. August 2023 in Calbe (Saale)) war ein deutscher Ingenieur und volkstümlicher Künstler (Maler, Grafiker und Kunsthandwerker).

## Leben

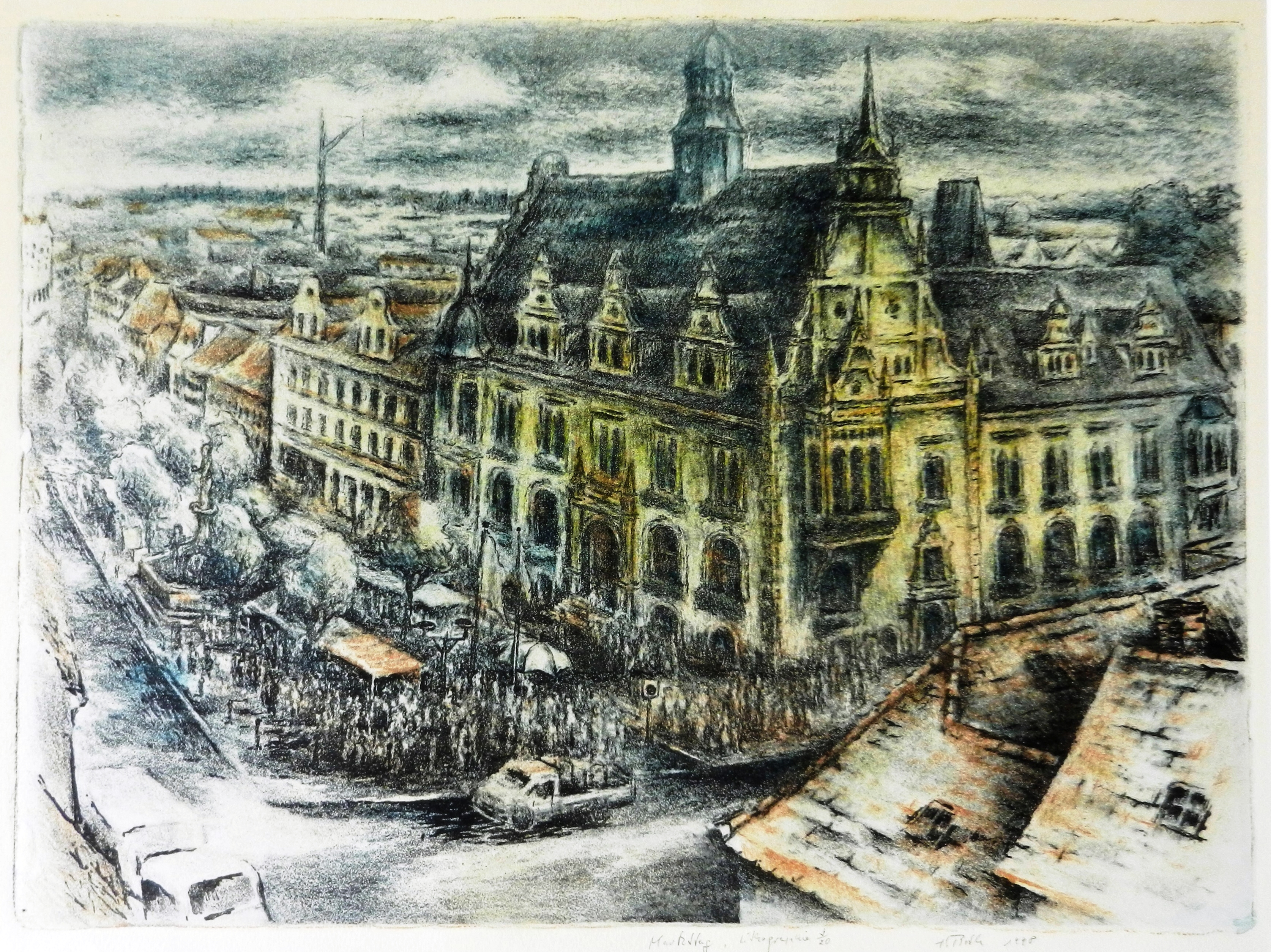
Farb-Steindruck: Markt in Schönebeck/Elbe

Nach der Aussiedlung aus Ostpreußen kam Both 1948 nach Calbe (Saale). Er war als Landarbeiter tätig, holte die Schule nach, begann ein Fachschulstudium der Feinmechanik und wurde Arbeiter im VEB Traktorenwerk Schönebeck (Elbe). Nach dem Studium zum Ingenieur für Landmaschinenbau arbeitete er als Konstrukteur im Traktorenwerk Schönebeck.
1965 trat Both in den Zeichenzirkel des Traktorenwerkes ein. Solche Zirkel für künstlerisch tätige oder schreibende Arbeiter wurden im Rahmen des Bitterfelder Weges in vielen großen DDR-Betrieben eingerichtet. Both besuchte die Spezialschule für Bildende Kunst an der 1959 gegründeten Magdeburger Kulturakademie und wurde Mitglied der Fördergruppe Malerei-Graphik-Plastik beim Bezirkskabinett für Kulturarbeit Magdeburg. 1975 übernahm er die Leitung des Zirkels für Bildnerisches Volksschaffen im Traktorenwerk. Einige regional bekannte Hobby-Künstler haben ihren Weg im Bothschen Kreis begonnen.
1990 schloss sich Both dem Kulturverein Wittingen (Niedersachsen) an, nahm regelmäßig an den internationalen Künstlersymposien der Werkstattwochen teil und pflegt seitdem einen intensiven Erfahrungsaustausch mit ausländischen Künstlern. Auch die Impressionen seiner Reisen, die er zum Teil gemeinsam mit Künstler-Kollegen unternahm, fanden Eingang in sein Œuvre. Both kann auf eine Vielzahl von Ausstellungen und Beteiligungen in Sachsen-Anhalt, Thüringen, Sachsen, aber auch Linz, Antwerpen und Marseille zurückblicken. Er ist im vom Bildungsministerium geförderten Bildatlas Kunst in der DDR verzeichnet, eines seiner Werke befindet sich im Kunstarchiv in Beeskow. Seine künstlerische Vorliebe gehört dem Lithografieren.
Hans Both lebte in Calbe (Saale) und war mit der Lehrerin Ulrike Both verheiratet.
Hans Both starb Anfang August 2023 im Alter von 88 Jahren.

## Ehrungen
Bei den Arbeiterfestspielen der DDR wurde der Arbeiterkünstler vom Ministerium für Kultur mehrfach mit einer Goldmedaille ausgezeichnet.
Both wurde 2005 als „Chronist der Stadt mit Bleistift und Skizzenblock“ mit dem Wilhelm-Loewe-Preis der Stadt Calbe (Saale) ausgezeichnet.
Im Januar 2013 wurde er mit einer Eintragung in das Ehrenbuch der Stadt geehrt. Er erhielt die Auszeichnung für sein Lebenswerk, da er in Calbe und Umgebung das Kulturleben schon seit fast 40 Jahren bereichert.

## Ausstellungen

### Beteiligungen
- 1996 Allbecker Schloßgalerie: Werke vom „vierblättrigen Kleeblatt“ Karl Raabe, Eberhard Frank und Hans Both[6]
- 2008 Galerie Rogatka, Radom, Polen[12]

### Einzelausstellungen
- 2009 Schönebecker Soleturm: Rückblick und Erinnerungen.[13]
- 2010 Stadtwerke Schönebeck: Erlebte Momente eines Rastlosen.[14]
- 2011 Wasserturm von Bad Dürrenberg: Unterwegs in Schottland.[15]